# Die neuen Abenteuer des Pinocchio
Die neuen Abenteuer des Pinocchio, alternativ Die neuen Abenteuer von Pinocchio, ist ein Kinderfilm des Regisseurs Michael Anderson aus dem Jahr 1999, der als Koproduktion von Großbritannien, Deutschland und Luxemburg entstand. Der Film ist eine Weiterführung des Kinderbuchs Pinocchio von Carlo Collodi und ist die Fortsetzung des Films Die Legende von Pinocchio von 1996. 

## Handlung
Pinocchio ist jetzt ein normaler Junge. Sein Vater Gepetto ist immer noch Holzschnitzer. Er arbeitet an einer Puppe für den königlichen Marionetten-Wettbewerb, um mit seiner Arbeit eine Stellung bei Hofe zu bekommen. Pinocchio dagegen möchte mit einem Freund zusammen Unternehmer werden.
Auf dem Jahrmarkt treffen die beiden auf Madame Flambeau. Von ihr wollen sie für Gepetto, der an Erschöpfung leidet, ein Elixier kaufen, das ihm wieder Kraft gibt. Da aber das Geld dafür fehlt, verpflichtet sich Pinocchio vertraglich, für Madame Flambeau zu arbeiten. Er weiß allerdings nicht, dass er als Marionette arbeiten soll, in die Madame Flambeau ihn mit dem angeblichen Elixier verwandeln will. Zudem sind Felinet und Volpe, mit denen Pinocchio schon im ersten Teil zu tun hatte, hinter ihnen her, um sich zu rächen.
Den Zaubertrank verabreicht Pinocchio Gepetto am Abend, der am nächsten Morgen als Marionette aufwacht. Er wird zur ersten Vorstellung abgeholt. Pinocchio trinkt auch von dem Trank um Gepetto zu retten. Nur das Mädchen Blue kann die beiden retten.

## Hintergrund
Dies ist der letzte Film des Regisseurs Anderson, der bei den Dreharbeiten 79 Jahre alt war.

## Kritiken
„Eine Weiterdichtung von Collodis Kinderbuch-Klassiker, die zwar fantasievoll ausgestattet ist, inszenatorisch aber zu eher einfachen Mitteln greift, um ihr kindliches Zielpublikum zu erreichen“, so das Lexikon des internationalen Films. „Auch die moralischen Impulse der ursprünglichen Vorlage werden aus den Augen verloren.“